# Lepanus arator
Lepanus arator là một loài bọ cánh cứng trong họ Bọ hung (Scarabaeidae).